# Gonomyia hamulata
Gonomyia hamulata är en tvåvingeart som beskrevs av Edwards 1933. Gonomyia hamulata ingår i släktet Gonomyia och familjen småharkrankar. Inga underarter finns listade i Catalogue of Life.